# Nazionale maschile di rugby a 15 del Kazakistan
La nazionale di rugby XV del Kazakistan (Қазақстан ұлттық регби құрама командасы) è inclusa nel terzo livello del rugby internazionale.

## Torneo Cinque Nazioni dell'Asia
- 2008: 4º posto
- 2009: 2º posto
- 2010: 2º posto
- 2011: 4º posto

## Coppa del Mondo di rugby
- 1995 - 1999: Non partecipa
- 2003 - 2011: Non qualificata Asia Round 1 - Pool C (3rd)